# On the Turning Away
On the Turning Away è un singolo del gruppo musicale britannico Pink Floyd, pubblicato il 14 dicembre 1987 come secondo estratto dal album in studio A Momentary Lapse of Reason.

## Descrizione
Scritto da David Gilmour e Anthony Moore, il brano è una lunga ballata dove gli strumenti entrano uno dopo l'altro: prima il tappeto di tastiere, poi la voce di Gilmour e a seguire gli altri in un crescendo che culmina nell'assolo finale, dove la parte ritmica è maggiormente enfatizzata. Il brano è stato proposto dal vivo anche durante il tour solista di David Gilmour.
Il testo critica la tendenza che hanno le persone ad allontanarsi da coloro che soffrono la fame e la povertà.

## Video musicale
Il video musicale del brano è una registrazione di un concerto della band tenutosi al The Omni ad Atlanta, in Georgia nel novembre 1987.

## Tracce
1. On the Turning Away
2. Run Like Hell (Live)
3. On the Turning Away (Live)

## Formazione
Gruppo
- David Gilmour – voce, chitarra principale e acustica, drum sequencer
- Nick Mason – percussioni
- Richard Wright – tastiera

Altri musicisti
- Tony Levin – basso elettrico
- Jon Carin – sintetizzatore
- Jim Keltner – batteria

## Classifiche
| Classifica (1987)             | Posizione massima |
| ----------------------------- | ----------------- |
| Australia                     | 48                |
| Francia                       | 18                |
| Nuova Zelanda                 | 34                |
| Paesi Bassi                   | 47                |
| Regno Unito                   | 55                |
| Stati Uniti (mainstream rock) | 1                 |